# Dichanthium andringitrense
Dichanthium andringitrense là một loài thực vật có hoa trong họ Hòa thảo. Loài này được A.Camus mô tả khoa học đầu tiên năm 1924 publ. 1925.